# Нёрбю, Гита
Гита Нёрбю (дат. Ghita Nørby, 11 января 1935, Копенгаген) — датская актриса театра и кино. Четырёхкратный лауреат премии Бодиль.

## Биография
Дочь оперного певца Эйнара Нёрбю и пианистки Гульдборг Лаурсен. Два года училась в Королевском театре Дании, затем выступала на его сцене (1956—1959). С 1956 снимается в кино, сыграла свыше 140 ролей. Сотрудничает с режиссёрами разных стран (Швеция, Норвегия, Исландия, ФРГ и др.), работает на телевидении.
Пять раз была замужем. Один из сыновей — кинорежиссёр Джакомо Кампеотто (р. 1964).

## Избранная фильмография
- 1956: Ung leg
- 1957: Bundfald
- 1959: Тётушка Чарли/ Charles' tante
- 1960: Flemming og Kvik (Габриэль Аксель)
- 1962: Det tossede paradis (Габриэль Аксель)
- 1962: Милое семейство / Den kære familie — Ида
- 1963: Tre piger i Paris (Габриэль Аксель)
- 1966: Ich suche einen Mann
- 1970: Любовь/ Amour (Габриэль Аксель)
- 1976: Короткое лето/ Den korte sommer (премия Бодиль лучшей актрисе)
- 1978—1982: Матадор / Matador
- 1982: Pengene eller livet (премия Бодиль лучшей актрисе второго плана)
- 1986: Волк на пороге / Oviri
- 1987: Пир Бабетты/ Babettes gæstebud (Габриэль Аксель, по новелле Карен Бликсен)
- 1988: У дороги/ Ved vejen (Макс фон Сюдов, по роману Германа Банга)
- 1989: Орхус ночью/ Århus by night
- 1989: Танцы с Регице/ Dansen med Regitze (премия Бодиль и премия Роберт лучшей актрисе второго плана)
- 1991: Freud flyttar hemifrån (Сюзанна Бир; премия Бодиль, премия Роберт и премия Европейской киноакадемии лучшей актрисе второго плана, номинация на премию Золотой жук лучшей актрисе)
- 1992: Благие намерения/ Den goda viljan (Билле Аугуст)
- 1992: Софи/ Sofie (Лив Ульманн, премия Роберт)
- 1994: Королевство/ Riget (Ларс фон Триер, сериал)
- 1994: Det bli’r i familien (премия МКФ в Хихоне)
- 1995: Пансионат Оскар/ Pensionat Oskar (Сюзанна Бир)
- 1996: Гамсун/ Hamsun (премия Золотой жук лучшей актрисе второго плана)
- 1999: Ungfrúin góða og húsið
- 2000: Her i nærheden (номинация на премию Бодиль лучшей актрисе второго плана, премия Фестиваля скандинавского кино в Руане лучшей актрисе)
- 2003: Arven (премия Роберт)
- 2005: Fyra veckor i juni (премия Золотой жук лучшей актрисе второго плана)
- 2007: О’Хортен/ O' Horten (Бент Хамер)
- 2008: Об этом не знает никто/ Det som ingen ved (номинация на премию Бодиль лучшей актрисе второго плана)
- 2008: Незабываемые моменты/ Maria Larssons eviga ögonblick (Ян Труэль)
- 2009: Дикие лебеди/ De vilde svaner (также режиссёр, по сказке Ханса Кристиана Андерсена)
- 2013: Halvbroren (сериал)
- 2014: Stille hjerte (Билле Аугуст)
- 2014: Jauja (Лисандро Алонсо)

## Признание
Командор Ордена Данеброг (1996). Премия Копенгагенского МКФ за жизненное достижение (2006). Премия Ingenio et Arti (2006). Мемориальная премия к столетию Ибсена (2006). Почетная премия Роберт (2013).